# Mossjö (Bjärka socken, Västergötland)
Mossjö är en sjö i Skara kommun i Västergötland och ingår i Göta älvs huvudavrinningsområde. Mossjö ligger i Hornborgasjön Natura 2000-område.